# Venom (film 2018)
Venom – amerykański fantastycznonaukowy film akcji z 2018 roku, zrealizowany na podstawie serii komiksów o postaci o tym samym imieniu wydawnictwa Marvel Comics. Za reżyserię odpowiadał Ruben Fleischer na podstawie scenariusza Scotta Rosenberga, Jeffa Pinknera, Kelly Marcel i Willa Bealla. Tytułową rolę zagrał Tom Hardy, a obok niego w głównych rolach wystąpili: Michelle Williams, Riz Ahmed, Scott Haze i Reid Scott.
Venom jest częścią franczyzy Sony’s Spider-Man Universe. Jego kontynuacja Venom 2: Carnage miała premierę w 2021 roku. Kolejna część, Venom 3: Ostatni taniec, zapowiedziana została na 2024 rok. Światowa premiera filmu Venom miała miejsce 1 października 2018 roku w Los Angeles. W Polsce zadebiutował on 5 października tego samego roku. Film przy budżecie 100 milionów dolarów zarobił ponad 850 milionów. Otrzymał on przeważnie negatywne oceny od krytyków. 

## Streszczenie fabuły
W trakcie badań przestrzeni kosmicznej, sonda należąca do Life Foundation, zajmującej się bioinżynierią, odkrywa kometę zawierającą symbiontyczne formy życia. Sonda powraca na Ziemię z czterema próbkami, ale jednej z nich udaje się uciec i powoduje katastrofę w Malezji. Life Foundation udaje się odzyskać trzy pozostałe próbki, które zostały przewiezione do ośrodka badawczego w San Francisco. Tam naukowcy odkrywają, że symbionty nie są w stanie przetrwać bez oddychających tlenem żywicieli, którzy umierają po odrzuceniu symbiozy. Dziennikarz śledczy, Eddie Brock zapoznaje się z dokumentami na temat tych eksperymentów, które należą do jego narzeczonej Anne Weying, prawniczki pracującej nad linią obronną dla Life Foundation. Brock postanawia porozmawiać z prezesem Life Foundation, Carltonem Drakiem na temat tych eksperymentów, co prowadzi do utraty pracy przez Brocka i Weying. Z tego powodu Weying kończy związek z Brockiem.
Pół roku później eksperymenty Drake’a na symbiontach są bliższe sukcesu. Do Brocka przychodzi Dora Skirth, która pracuje dla Drake’a. Skirth nie zgadza się z metodami swojego szefa i chce, aby zostały one upublicznione. Pomaga Brockowi dostać się do ośrodka badawczego w celu zebrania dowodów. Tam Brock odkrywa, że jego bezdomna znajoma, Maria jest jednym z obiektów testowych. Próbuje ją uratować, jednak symbiont znajdujący się w niej przenosi się do ciała Brocka i pozostawia ją martwą. Brock ucieka i po czasie zaczyna dostrzegać u siebie dziwne symptomy. Zwraca się o pomoc do Weying. Jej nowy chłopak, lekarz, Dan Lewis odkrywa w trakcie badań w jego ciele symbionta. Drake zamyka Skirth z ostatnim symbiontem i zabija oboje. Symbiont w ciele Brocka okazuje się być ostatnim ocalałym okazem.
Drake wysyła najemników, aby odzyskali symbionta od Brocka. Jednak z ciała Brocka wyjawia się potworne stworzenie, które pokonuje napastników. Później przedstawia się ono Brockowi jako Venom i wyjaśnia, że kometa, na której się znajdował, szuka planet, aby symbionty mogą się osiąść i żywić na ich mieszkańcach. Venom proponuje, że oszczędzi Brocka, jeśli pomoże symbiontom osiągnąć ich cel. Brock włamuje się do swojego starego miejsca pracy, aby pozostawić dowody na winę Drake’a, ale zostaje otoczony przez funkcjonariuszy SWAT. Zmusza go to do transformacji, aby uciec. Weying, która jest świadkiem jego przemiany, zabiera Brocka z powrotem do Lewisa, gdzie okazuje się, że symbiont powoli niszczy narządy wewnętrzne Brocka. Brock zauważa, że symbiont ma dwie słabości: wysokie dźwięki i ogień. Pomimo iż Venom twierdzi, że można odwrócić uszkodzenia, Weying postanawia użyć urządzenie MRI, aby oddzielić Brocka od symbionta. Później Brock zostaje schwytany przez najemników Drake’a.
W międzyczasie czwarty symbiont, Riot, stara się dostać z Malezji do San Francisco zmieniając ciała żywicieli. Po dotarciu do celu wiąże się z ciałem Drake’a, który zgadza się go zabrać na sondę kosmiczną, aby zabrać resztę symbiontów i sprowadzić je na Ziemię. Weying łączy się z Venomem, aby móc uwolnić Brocka. Kiedy Brock i Venom ponownie się łączą, Venom stwierdza, że stanie w obronie mieszkańców Ziemi przed swoim gatunkiem. Razem z Weying próbują powstrzymać Drake’a i Riota. Venom uszkadza sondę, a wskutek jej wybuchu giną zarówno Drake, jak i Riot. Weying jest przekonana, że Venom również zginął w eksplozji. Okazuje się jednak Brock nadal jest z nim związany i wspólnie postanawiają chronić San Francisco eliminując przestępców.
Brock wraca również do dziennikarstwa, a w scenie pomiędzy napisami przeprowadza wywiad z uwięzionym seryjnym mordercą Cletusem Kasady, który obiecuje „rzeź”, kiedy uda mu się uciec.

## Obsada
| Polski dubbing |
| • Otar Saralidze jako Eddie Brock / Venom • Zofia Zborowska jako Anne Weying • Tomasz Olejnik jako Carlton Drake / Riot • Bartosz Wesołowski jako Roland Treece • Andrzej Hausner jako Dan Lewis |

- Tom Hardy jako Eddie Brock / Venom, dziennikarz śledczy, który staje się nosicielem pozaziemskiego symbiontu dającego nadludzkie zdolności[4].
- Michelle Williams jako Anne Weying, prokurator okręgowy i była dziewczyna Brocka[5].
- Riz Ahmed jako Carlton Drake / Riot. szef Life Foundation, który prowadzi eksperymenty na symbiontach[6].
- Scott Haze jako Roland Treece, szef ochrony Drake’a[7].
- Reid Scott jako Dan Lewis, nowy chłopak Weying, lekarz, który próbuje pomóc Brockowi[7].

W filmie występują również: Jenny Slate jako Dora Skirth, naukowiec pracująca w Life Foundation; Melora Walters jako Maria, bezdomna kobieta; Chris O’Hara jako John Jameson, astronauta; Sope Aluko i Wayne Péré jako naukowcy pracujący w Life Foundation; Scott Deckert jako sąsiad Brocka oraz Ron Cephas Jones jako szef Brocka. Woody Harrelson pojawia się w scenie między napisami jako Cletus Kasady, a twórca komiksów Marvel Comics, Stan Lee w roli cameo jako mężczyzna z psem, który rozmawia z Brockiem.

## Produkcja

### Rozwój projektu

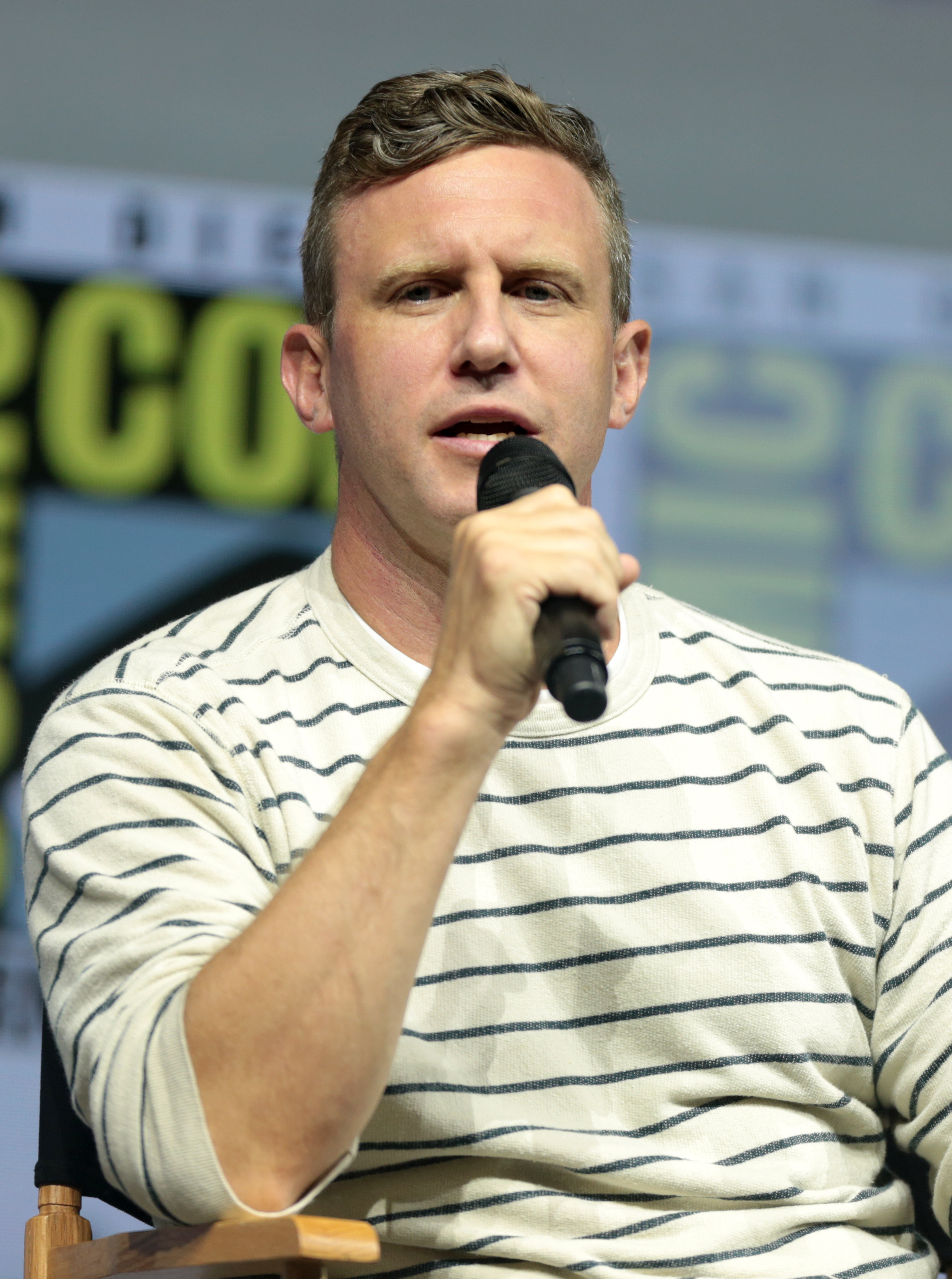
Ruben Fleischer, reżyser filmu

Postać Eddiego Brocka została po raz pierwszy przedstawiona w filmie Spider-Man 3 Sama Raimiego, w którym zagrał go Topher Grace. W lipcu 2007 roku, producent filmu, Avi Arad wyjawił, że są plany dotyczące spin-offu o Venomie. Rok później Sony Pictures rozpoczęło preprodukcję filmów Venom i Spider-Man 4, wzorując się na 20th Century Fox i ich filmach o X-Menach i Wolverinie. W styczniu 2010 roku studio ogłosiło reboot serii o Spider-Manie. Sony nadal planowało stworzyć solowy film o Venomie, jednak studio skoncentrowało się na nowej serii Marca Webba, którą rozpoczął film Niesamowity Spider-Man z 2012 roku. W tym samym roku studio rozważało produkcję filmu o Venomie jako samodzielną produkcję lub spin-off serii Niesamowity Spider-Man. W styczniu 2013 roku studio zapowiedziało filmy Niesamowity Spider-Man 2 i Venom. Producentami tego drugiego zostali Arad i Matt Tolmach, na reżysera wybrano Alexa Kurtzmana, który miał napisać scenariusz z  Roberto Orcim i Edem Solomonem. W kwietniu 2014 roku Arad i Tolmach poinformowali, że Venom zostanie wydany po Niesamowitym Spider-Manie 3, którego premiera zaplanowana była na maj 2016 roku. W sierpniu tego samego roku nadano mu tytuł Venom Carnage i zaplanowano wydanie go w 2017 roku, przesuwając premierę filmu Niesamowity Spider-Man 3 na 2018 rok. W lutym 2015 roku Sony i Marvel Studios ogłosiły nawiązanie współpracy dotyczącej włączenia postaci Spider-Mana do Filmowego Uniwersum Marvela i kolejny reboot serii. Sony nadal planowało film o Venomie, jednak bez zaangażowania Marvel Studios.
Projekt został wznowiony w marcu 2016 roku ponownie z Aradem i Tolmachem w roli producentów, natomiast Dante Harper miał napisać nowy scenariusz. Studio zaplanowało film jako niezależny od nowej serii o Spider-Manie. Miał on równocześnie rozpocząć nową franczyzę. W marcu 2017 roku studio wyznaczyło datę amerykańskiej premiery na 5 października 2018 roku, a odpowiedzialność za scenariusz powierzyło Scottowi Rosenbergowi i Jeffowi Pinknerowi. W maju tego samego roku poinformowano, że film wyreżyseruje Ruben Fleischer. W czerwcu 2017 roku, Kevin Feige, szef Marvel Studios, potwierdził, że Venom to samodzielna produkcja Sony Pictures i nie ma planów na włączenie jej do MCU. Natomiast producentka filmu Amy Pascal stwierdziła, że filmy z uniwersum Sony będą rozgrywać się w tym samym świecie co Spider-Man: Homecoming stanowiąc „dodatek” do MCU. W 2020 roku potwierdzono, że franczyza tworzona przez studio nosi nazwę Sony Pictures Universe of Marvel Characters.

### Casting

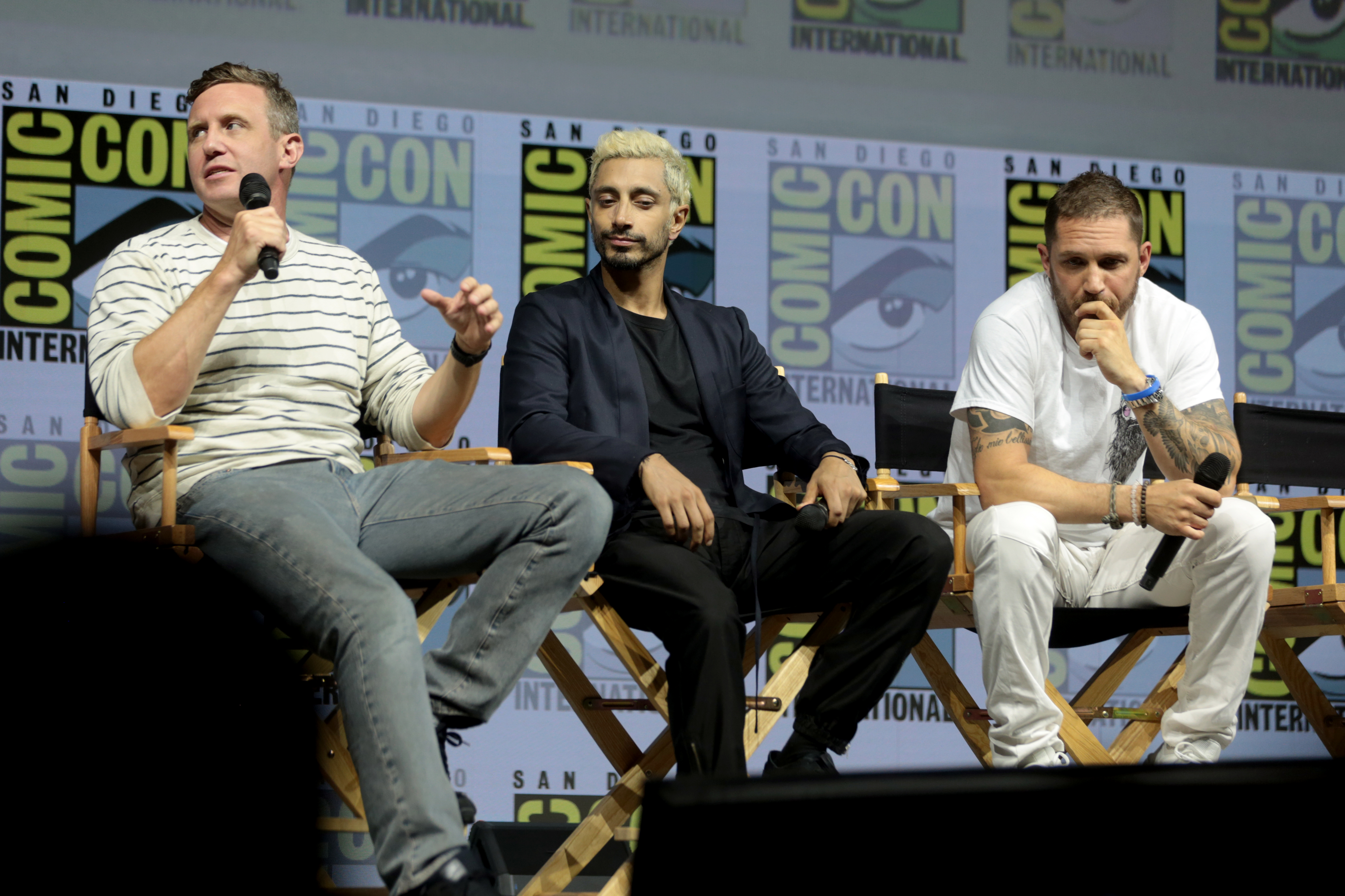
Ruben Fleischer, Riz Ahmed i Tom Hardy podczas panelu na San Diego Comic-Conie w 2018 roku

W maju 2017 roku poinformowano, że Tom Hardy zagra Eddiego Brocka / Venoma. W sierpniu 2017 roku Riz Ahmed rozpoczął negocjacje dotyczące roli w filmie razem z Mattem Smithem, Pedro Pascalem i Matthiasem Schoenaertsem. We wrześniu rozmowy ze studiem rozpoczęła Michelle Williams, a w październiku negocjacje rozpoczęli Jenny Slate, Reid Scott i Scott Haze. W listopadzie potwierdzono udział Williams w filmie, a później, że zagra ona Anne Weying. W grudniu poinformowano, że Woody Harrelson negocjuje swój udział w filmie. W lutym 2018 roku potwierdzono udział Ahmeda i Scotta. Miesiąc później ujawniono, że Sope Aluko i Scott Deckert zagrali w filmie. Potwierdzono również udział Haze’a i Harrelsona oraz że Ahmed zagra Carltona Drake’a.

### Zdjęcia i postprodukcja
Zdjęcia do filmu trwały od 23 października 2017 do 27 stycznia 2018 roku. Był on kręcony w Atlancie, Nowym Jorku i San Francisco. 
Za zdjęcia odpowiadał Matthew Libatique, za scenografię Oliver Scholl, a za kostiumy Kelli Jones. Montażem zajęli się Alan Baumgarten i Maryann Brandon.

## Muzyka
W marcu 2018 roku Ludwig Göransson został zatrudniony do skomponowania muzyki do filmu. W sierpniu tego samego roku Eminem zasugerował, że nagrał piosenkę do produkcji. Pod koniec miesiąca raper wydał swój album Kamikaze na którym znalazł się utwór „Venom – Music from the Motion Picture”. Ścieżka dźwiękowa Venom (Original Motion Picture Soundtrack) z muzyką Göransson została wydana 5 października 2018 roku przez Sony Classical Records. 
| Venom (Original Motion Picture Soundtrack) – 2018 | Venom (Original Motion Picture Soundtrack) – 2018 | Venom (Original Motion Picture Soundtrack) – 2018 | Venom (Original Motion Picture Soundtrack) – 2018 |
| Nr                                                | Tytuł utworu                                      | Autor                                             | Długość                                           |
| ------------------------------------------------- | ------------------------------------------------- | ------------------------------------------------- | ------------------------------------------------- |
| 1.                                                | „Space Exploration”                               | L. Göransson                                      | 4:24                                              |
| 2.                                                | „Symbiotes Arrive”                                | L. Göransson                                      | 2:03                                              |
| 3.                                                | „First Contact”                                   | L. Göransson                                      | 3:29                                              |
| 4.                                                | „Eddie’s Blues”                                   | L. Göransson                                      | 4:50                                              |
| 5.                                                | „Run, Eddie, Run”                                 | L. Göransson                                      | 1:47                                              |
| 6.                                                | „What’s Wrong with Me”                            | L. Göransson                                      | 2:33                                              |
| 7.                                                | „Panic at the Bistro”                             | L. Göransson                                      | 1:23                                              |
| 8.                                                | „Humans... Such Poor Design”                      | L. Göransson                                      | 2:55                                              |
| 9.                                                | „Self Defense”                                    | L. Göransson                                      | 3:38                                              |
| 10.                                               | „Pedal To The Metal”                              | L. Göransson                                      | 3:50                                              |
| 11.                                               | „Eyes, Lungs, Pancreas”                           | L. Göransson                                      | 2:45                                              |
| 12.                                               | „You Want Up?”                                    | L. Göransson                                      | 1:40                                              |
| 13.                                               | „Venom Rampage”                                   | L. Göransson                                      | 3:03                                              |
| 14.                                               | „Annie, I’m Scared”                               | L. Göransson                                      | 1:47                                              |
| 15.                                               | „Parasite”                                        | L. Göransson                                      | 2:57                                              |
| 16.                                               | „Unexpected Ally”                                 | L. Göransson                                      | 0:51                                              |
| 17.                                               | „Battle on the Launch Pad”                        | L. Göransson                                      | 8:18                                              |
| 18.                                               | „You Belong With Us”                              | L. Göransson                                      | 3:09                                              |
|                                                   |                                                   |                                                   | 55:22                                             |

## Wydanie
Światowa premiera filmu Venom miała miejsce 1 października 2018 roku w Los Angeles. W wydarzeniu uczestniczyła obsada i twórcy filmu, oraz zaproszeni goście. Premierze tej towarzyszył czerwony dywan oraz szereg konferencji prasowych.
Dla szerszej publiczności w Stanach Zjednoczonych, jak i w Polsce dostępny był od 5 października 2018 roku.

## Odbiór

### Box office
Film przy budżecie 100 milionów dolarów zarobił ponad 850 milionów, z czego w Stanach Zjednoczonych i Kanadzie film zarobił ponad 213 milionów, a w Polsce prawie 2,9 miliona.

### Krytyka w mediach
Film spotkał się przeważnie z negatywnymi ocenami krytyków. W serwisie Rotten Tomatoes 30% z 345 recenzji jest pozytywne, a średnia ocen wyniosła 4,42/10. Na portalu Metacritic średnia ocen z 46 recenzji wyniosła 35 punktów na 100.

### Nominacje
| Rok  | Ceremonia                                      | Kategoria                                                | Nominowani                                                                 | Rezultat  | Przypis |
| ---- | ---------------------------------------------- | -------------------------------------------------------- | -------------------------------------------------------------------------- | --------- | ------- |
| 2018 | Golden Schmoes Awards                          | Największe rozczarowanie                                 | Venom                                                                      | Nominacja | [ 55 ]  |
| 2019 | Los Angeles Online Film Critics Society Awards | Najlepszy występ animowany lub dzięki efektom specjalnym | Tom Hardy                                                                  | Nominacja | [ 56 ]  |
| 2019 | VES Awards                                     | Najlepsze symulacje w fotorealistycznym filmie           | Aharon Bourland, Jordan Walsh, Aleksandar Chalyovski, Federico Frassinelli | Nominacja | [ 57 ]  |
| 2019 | MTV Movie & TV Awards                          | Najlepszy pocałunek                                      | Michelle Williams, Tom Hardy                                               | Nominacja | [ 58 ]  |

## Kontynuacja i rozwój franczyzy
W sierpniu 2018 roku, Tom Hardy poinformował, że podpisał kontrakt na dwa kolejne filmy o Venomie. Pod listopada tego samego roku, Sony Pictures wyznaczyło datę premiery dla niezatytułowanego sequela Marvela na 2 października 2020 roku, która uznana była za datę dla kontynuacji Venoma z 2018 roku. W kwietniu 2020 roku studio zdecydowało się na przesunięcie premiery Venom 2: Carnage na czerwiec 2021 roku w związku z pandemią koronawirusa. Za reżyserię odpowiadał Andy Serkis na podstawie scenariusza Kelly Marcel.
Studio rozpoczęło pracę nad kilkoma produkcjami wchodzącymi w skład franczyza Sony’s Spider-Man Universe. Jedną z nich jest Morbius z Jaredem Leto w tytułowej roli w reżyserii Daniela Espinosy. Jego premiera została wyznaczona na 2022 rok.
W grudniu 2021 roku Amy Pascal poinformowała, że studio pracuje nad trzecią częścią filmu o Venomie.